# Villanueva del Rosario
Pour les articles homonymes, voir Villanueva.
Villanueva del Rosario est une commune de la province de Malaga dans la communauté autonome d'Andalousie en Espagne.